# Essigsäurehexylester
Essigsäurehexylester (auch Essigsäure-n-hexylester oder Hexylacetat) ist eine chemische Verbindung aus der Gruppe der Carbonsäureester. Der Ester leitet sich von Essigsäure und 1-Hexanol ab. Er kommt in vielen Früchten natürlich vor und wird auch als künstliches Aroma verwendet.

## Vorkommen
Hexylacetat ist der wichtigste Aromastoff in Birnen, ist aber auch eine wichtige Aromakomponente in Melonen. Sie kommt auch Äpfeln vor, beispielsweise in den Sorten Gala und Fuji und auch in Apfelbaumblüten. Die Verbindung kommt außerdem in Gartenerdbeeren, Walderdbeeren und Moschuserdbeeren vor. Auch in vielen weiteren Früchtem ist sie enthalten, beispielsweise in Pflaumen, Feigen, Bananen, Papaya, Quitten, Nektarinen, Passionsfrucht, Pfirsich, Nashi-Birne, der Guaven-Art Psidium acidum, sowie in Curuba und Mangaba. Hexylacetat kommt außerdem in der Herbst-Alraune, in gelben Teerosen, den Blättern des Gewürznelkenbaums, sowie in alkoholischen Getränken, beispielsweise Wein, vor. Hexylacetat ist neben anderen C6-Verbindungen auch eine wichtige Aromakomponente in Olivenöl.

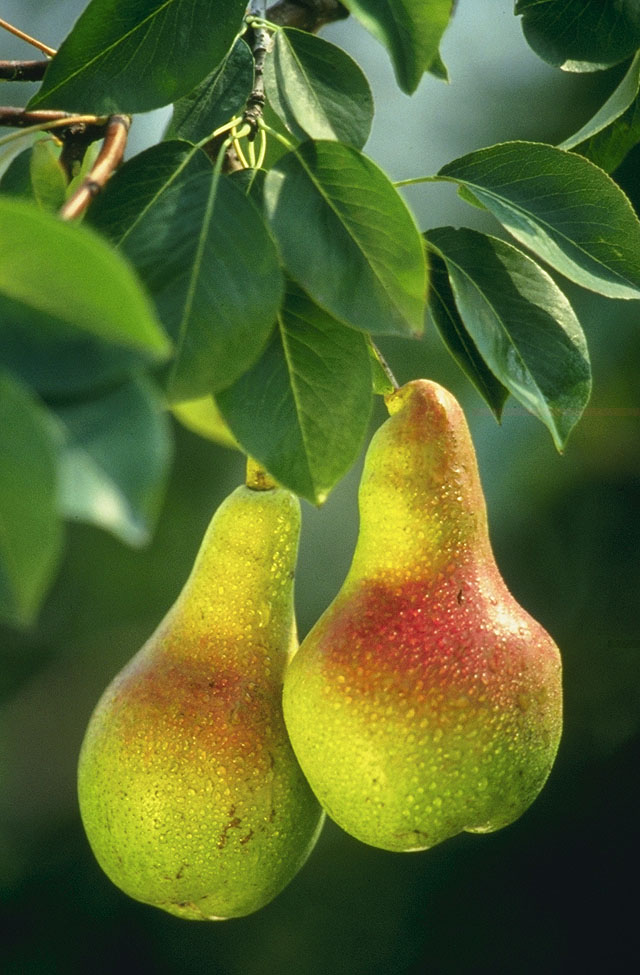
Birnen
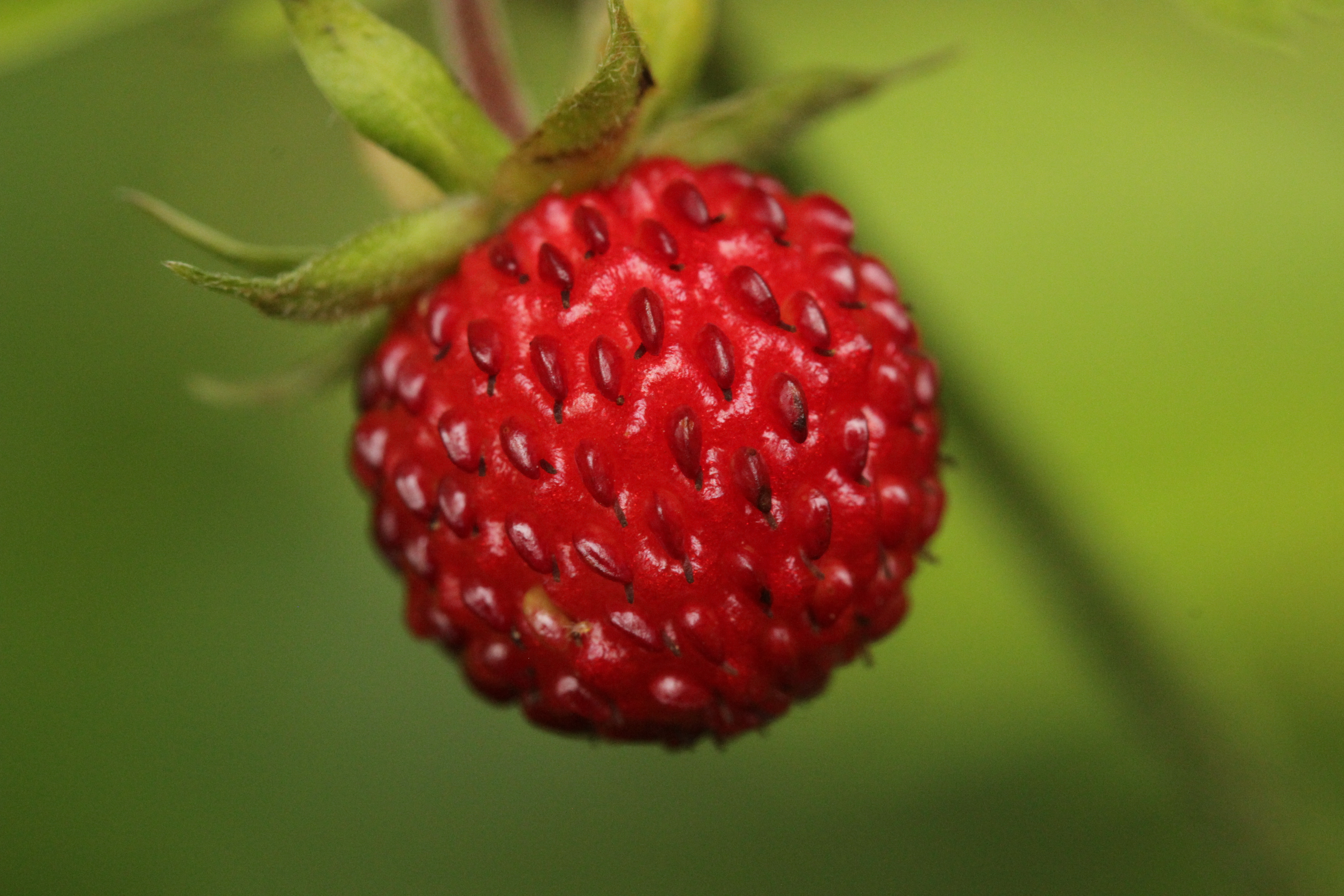
Walderdbeere
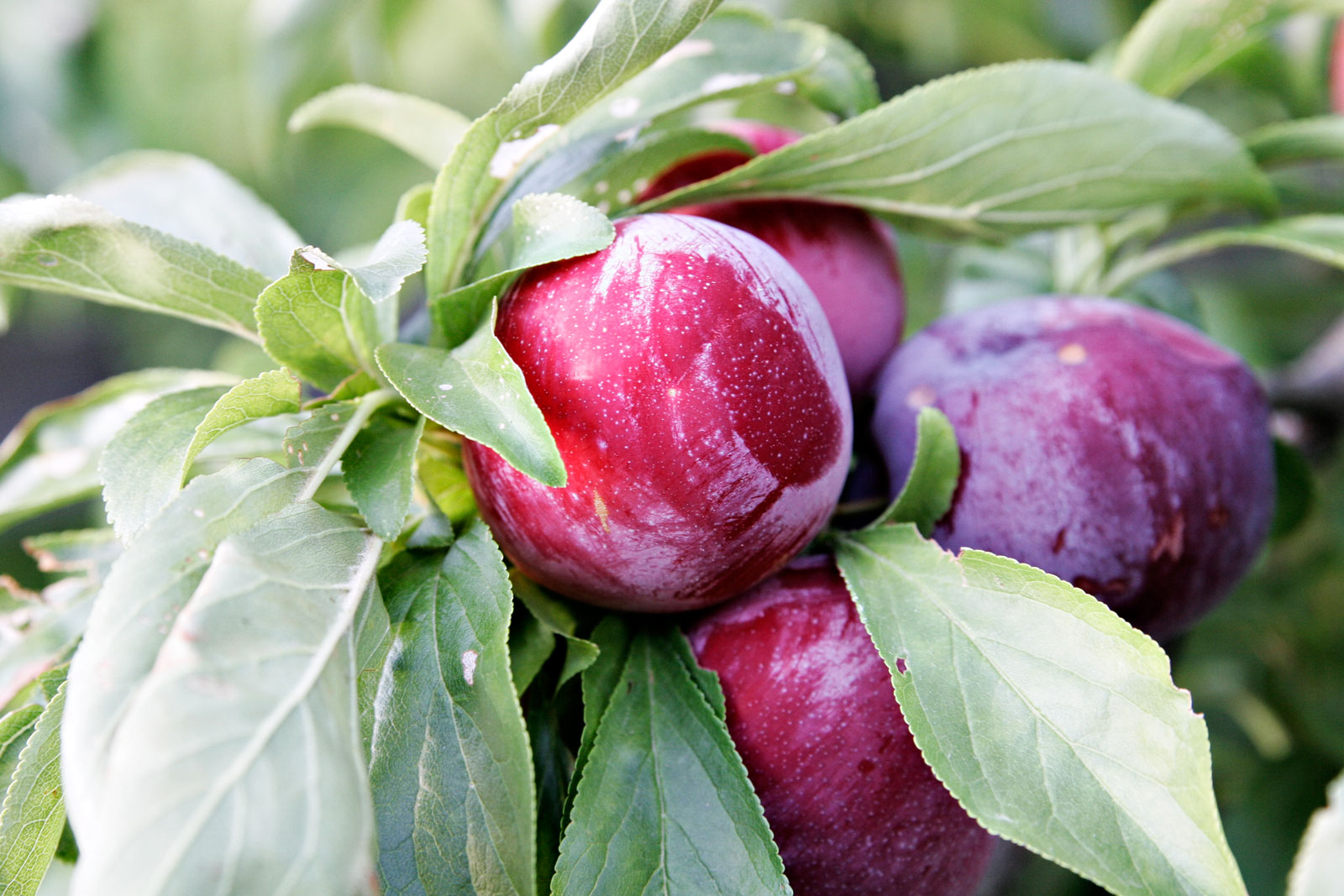
Pflaumen
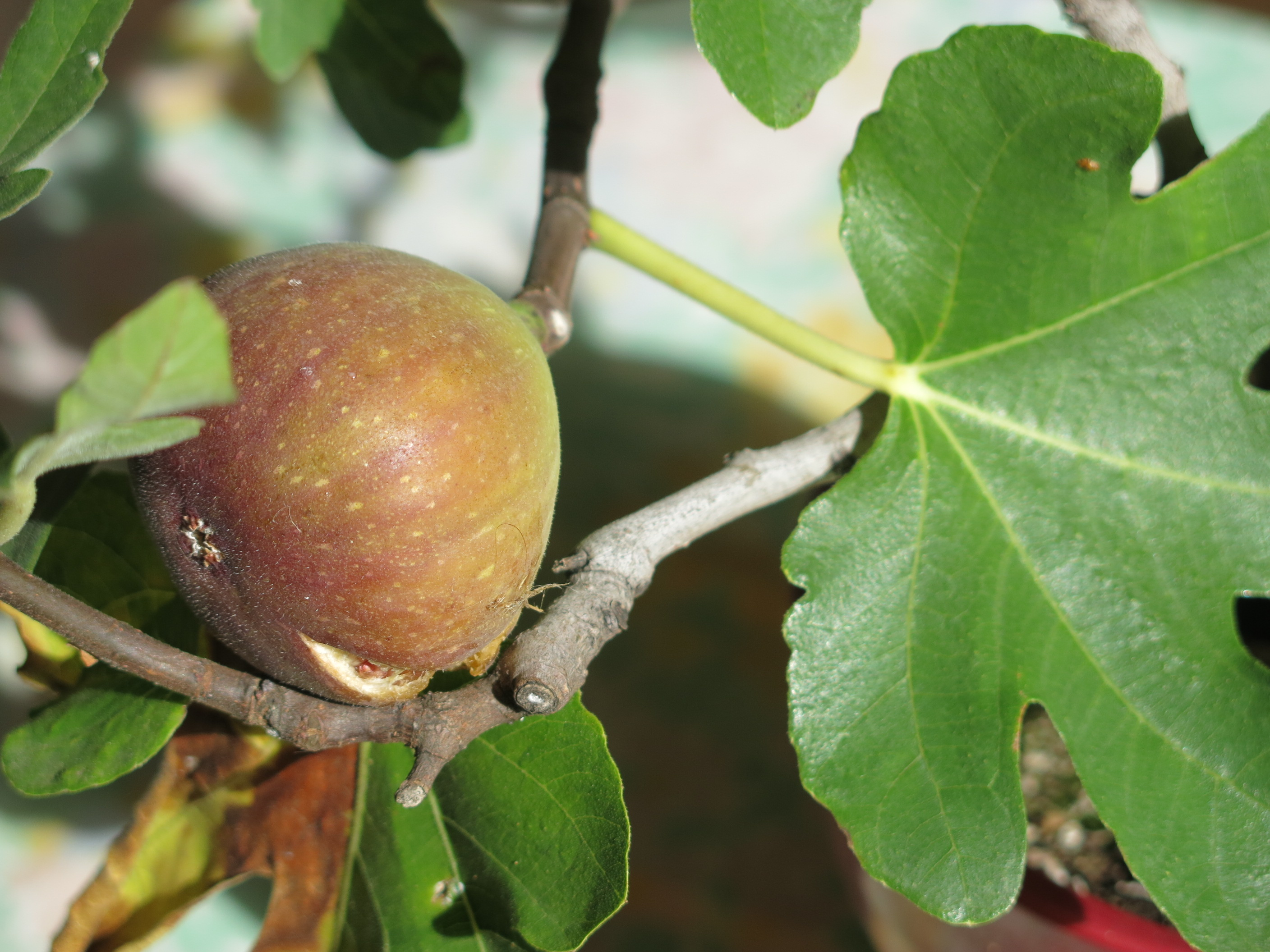
Feige
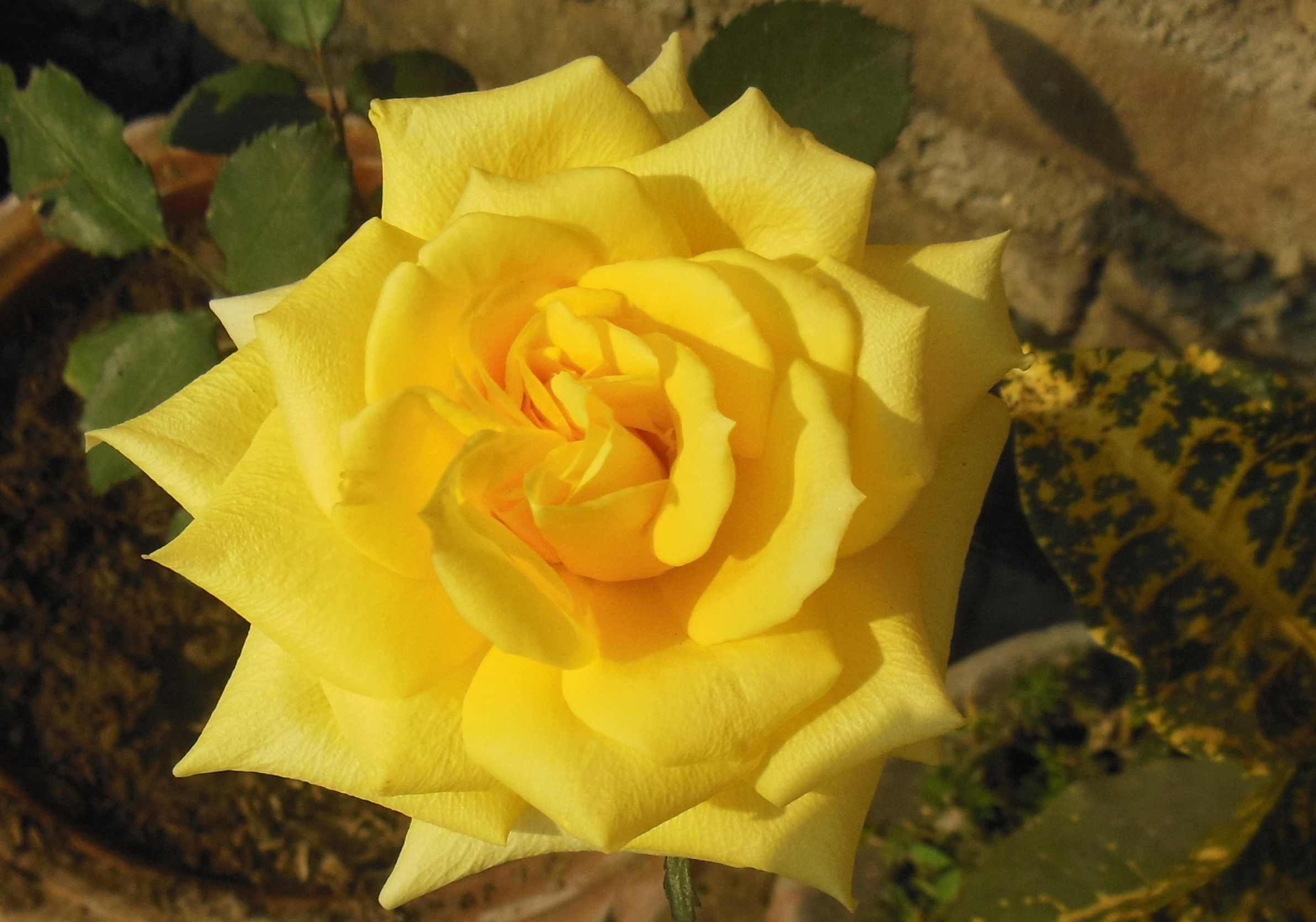
Gelbe Teerose
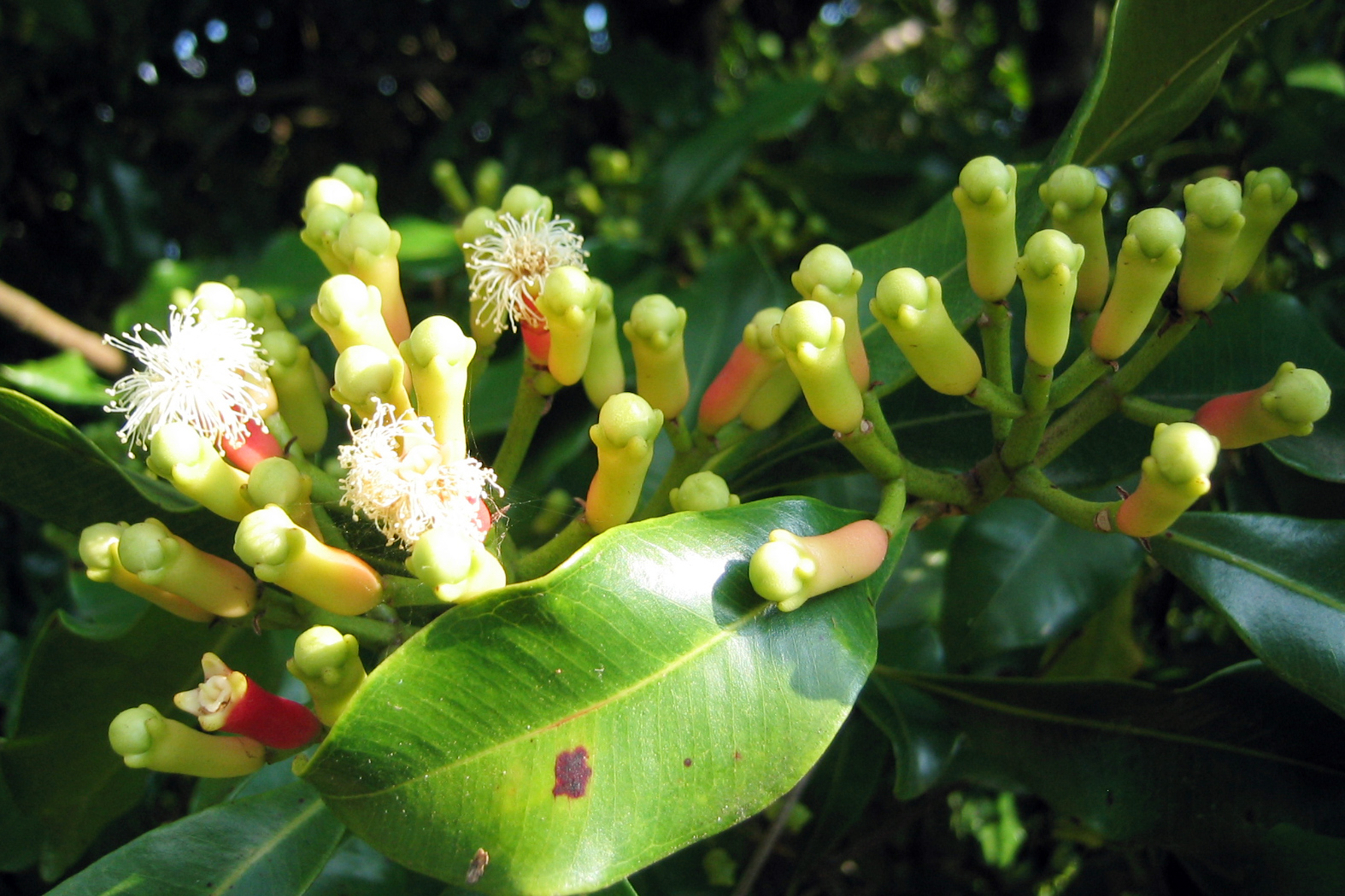
Gewürznelkenbaum

## Biosynthese
In Oliven entsteht Hexylacetat über den Lipoxygenase-Weg aus C18-Fettsäuren.

## Gewinnung und Darstellung
Essigsäurehexylester kann durch säurekatalysierte Veresterung von 1-Hexanol mit Essigsäure gewonnen werden.

## Eigenschaften
Essigsäurehexylester ist eine farblose Flüssigkeit mit aromatischem Geruch, die sehr schwer löslich in Wasser ist.

## Verwendung
Essigsäurehexylester wird als Lösungsmittel verwendet. Es eignet sich besonders zum Lösen von Harzen, Polymeren, Cellulosederivaten (Celluloseacetat ist jedoch unlöslich), Fetten und Ölen. Kleine Mengen werden als Verlaufsmittel in Farben eingesetzt.
Auf Grund seines süß-fruchtigen, birnenartigen Geruchs wird es in fruchtigen synthetischen Aromen verwendet. In der EU ist es unter der FL-Nummer 09.006 als Aromastoff für Lebensmittel allgemein zugelassen.

## Sicherheitshinweise
Die Dämpfe von Essigsäurehexylester können mit Luft ein explosionsfähiges Gemisch (Flammpunkt 56 °C, Zündtemperatur 265 °C) bilden.